# Beautiful People (canção de David Guetta e Sia)
"Beautiful People" é uma música do DJ e produtor musical francês David Guetta e da cantora e compositora australiana Sia. A canção foi lançada em 7 de março de 2025 pela What a Music. Foi escrita por Sia, Guetta, Stargate e Timofey Reznikov, com produção a cargo dos três últimos.

## Histórico e lançamento
"Beautiful People" é a oitava colaboração oficial de David Guetta e Sia, a primeira desde "Floating Through Space" (2021). A faixa vazou em 2013, e Guetta estreou a demo vazada da música em um show em Banguecoque.
Quando questionada em 2017 se Guetta havia produzido a música, Sia escreveu:

"Beautiful People" não é de David Guetta, foi apenas uma demo que escrevi para um artista pop. Agora se tornou um desperdício de um dia de trabalho, já que vazou!— Sia, via Twitter

## Videoclipe
O videoclipe foi dirigido por Daniel Askill e coreografado por Jacob Jonas. Foi lançado em 13 de março de 2025.

## Lista de faixas
- Download digital e streaming

1. "Beautiful People" – 3:07
2. "Beautiful People" (Extended) – 4:20

- Download digital e streaming – Cassö remix

1. "Beautiful People" (Cassö Remix) – 3:01
2. "Beautiful People" (Cassö Remix Extended) – 4:43

- Download digital e streaming – Just_us remix

1. "Beautiful People" (Just_us Remix) – 3:25
2. "Beautiful People" (Just_us Remix Extended) – 4:14
3. "Beautiful People" – 3:07
4. "Beautiful People" (Extended) – 4:20

- Download digital e streaming – Raffi Saint remix

1. "Beautiful People" (Raffi Saint Remix) – 3:23
2. "Beautiful People" (Raffi Saint Remix Extended) – 4:19
3. "Beautiful People" – 3:07
4. "Beautiful People" (Extended) – 4:20

- Download digital e streaming – Seth Hills remix

1. "Beautiful People" (Seth Hills Remix) – 3:52
2. "Beautiful People" (Seth Hills Remix Extended) – 5:04
3. "Beautiful People" – 3:07
4. "Beautiful People" (Extended) – 4:20

## Créditos
- David Guetta – produção, composição, programação
- Sia – vocal, composição
- Stargate – produção, composição, programação
- Timofey Reznikov – produção, programação, masterização, composição, mixagem